# Venera 6
La Venera 6 (Венера 6 en rus) fou una sonda espacial no tripulada del programa Venera de la Unió Soviètica, destinada a l'exploració del planeta Venus mitjançant un mòdul que havia de desprendre's de la sonda principal, penetrar en l'atmosfera i aterrar a la superfície.
Tenint en compte els resultats de Venera 4, i dels mòduls d'aterratge Venera 5 i Venera 6 contenien nous experiments d'anàlisi química perfeccionats per a proporcionar mesures més precises dels components de l'atmosfera. Sabent que l'atmosfera era molt densa, els paracaigudes també es van fer més reduïts, de manera que la càpsula havia d'arribar a la seva profunditat total abans de quedar-se sense energia (com havia passat amb la Venera 4).

## Disseny
El disseny de la sonda era molt similar a la de la Venera 4, tot i que una mica més robusta i resistent, i era bessona de la Venera 5.

### Instruments

#### Nau espacial
- Instrument COP-18-3M per a l'estudi de corrents de partícules còsmiques.

- Dispositiu LA-2U per a determinar la distribució d'oxigen i hidrogen a l'atmosfera del planeta.

#### Mòduls d'aterratge
- Sensors de pressió tipus MDDA-A per a mesurar la pressió atmosfèrica en el rang de 100 a 30.000 mm Hg Art. (0,13–40 atm).

- Analitzadors de gasos G-8 per determinar la composició química de l'atmosfera.

- Dispositiu VIP per a determinar la densitat de l'atmosfera en altitud.

- FD-69 per a mesures d'il·luminació a l'atmosfera.

- EC-164D per a determinar la temperatura de l'atmosfera.

## La missió
La Venera 6 fou llançada el 10 de gener de 1969 a les 05:51:52 UT en un coet portador Molniya-M. Es va situar en una òrbita d'estacionament de la Terra, per després aprofitar-se d'una Tyazheliy Spútnik (67-002C) per impulsar-se cap a Venus. Després d'una maniobra de mig camí el 16 de març, el 17 de maig de 1969 una càpsula que pesava 405 kg i que contenia instruments científics es va alliberar del vehicle espacial principal quan era a 25.000 quilòmetres (16.000 milles) del planeta.
Va entrar a l'atmosfera nocturna de Venus a les 06:05 UT. Durant el descens de la sonda cap a la superfície de Venus, s'obrí un paracaigudes per alentir la caiguda. Cada 45 segons durant 51 minuts, mentre la càpsula descendia suspesa del paracaigudes, va anar retornant dades de l'atmosfera, fins que la gran pressió atmosfèrica l'aixafà quan es trobava a entre 10 i 12 km de la superfície. El fotòmetre no va funcionar, però es va provar que l'atmosfera de Venus manté pressions de entre 2 i 10 bar.
Les restes finalment s'estavellaren a les coordenades 5° S, 23° E. El vehicle espacial també duia una placa amb l'escut d'armes de l'URSS i un baix relleu amb l'efígie de Lenin.